# الوكالة الوطنية للبحوث
الوكالة الوطنية للأبحاث ( ANR ) هي مؤسسة فرنسية مكلفة بتمويل البحث العلمي. تأسست في 7 فبراير 2005 كمجموعة مصلحة عامة ، وحصلت على صفة مؤسسة عامة ذات طابع إداري في فرنسا في 1 أغسطس 2006 م.
تمول الوكالة الوطنية للأبحاث الفرق العلمية، العامة والخاصة، في شكل عقود بحثية قصيرة الأجل. بلغت ميزانيتها 350 مليون يورو في عام 2005، وارتفعت إلى 955 مليون يورو في عام 2009، ثم انخفضت إلى 703 مليون يورو في عام 2019.  أشرف على الوكالة الوطنية للبحوث جاك ستيرن من عام 2007 حتى عام 2010، وأشرفت عليها إيفا بيباي-بيرولا منذ عام 2010.

## الملاحظات والمراجع
1. ↑  "ANR Organisation and Governance". مؤرشف من الأصل في 2022-08-20. اطلع عليه بتاريخ 2021-06-22.

## روابط خارجية
- الموقع الرسمي